# Avenida Leandro N. Alem

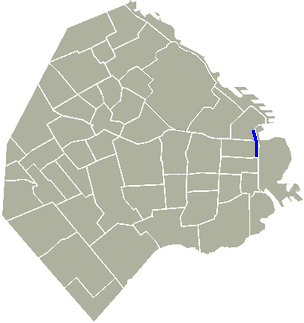

L'Avenida Leandro N. Alem est une importante avenue de Buenos Aires, capitale de l'Argentine. Elle a un parcours nord-sud reliant la Plaza Colón (en contrebas, à l'est  du palais présidentiel de la Casa Rosada) à la Plaza General San Martín. Elle parcourt ainsi la zone orientale du quartier de San Nicolás et de ce qu'on appelle la City de Buenos Aires (quartier des banques argentines).
Sur son parcours se trouvent le Palacio de Correos, ancienne Poste Centrale, et non loin de là, sur l'avenue parallèle Eduardo Madero, le Luna Park de Buenos Aires.
L'Avenida Leandro N. Alem se prolonge au nord par la très longue Avenida del Libertador.

## Métro
- La ligne  (station "Leandro N. Alem").

- La ligne  (stations "Catalinas", "Correo Central" et "Retiro").